# Obrium fuscoapicale
Obrium fuscoapicale es una especie de escarabajo longicornio del género Obrium, clasificada en la tribu Obriini, de la subfamilia Cerambycinae. Fue descrita por Hayashi en 1974.
La especie mide 2,8-4,3 mm de longitud y el período de actividad en adultos se presenta en marzo, abril, mayo y julio. Se distribuye por China y Japón.